# موبیلینوکس
موبایل لینوکس یک بخش از لینوکس است، که برای تلفن‌های هوشمند طراحی شده‌است. موبایل لینوکس در آوریل ۲۰۰۵ توسط مونتاویستا سافویر معرفی شد. موبایل لینوکس متن باز است.

## ویژگی‌ها
موبایل لینوکس طراحی شده برای استفاده حد اکثر از باتری برای موبایل‌ها بیشتر از ۳۵ میلیون موبایل روی موبایل لینوکس اجرا می‌شوند. موبایل لینوکس از کرنل ۲٫۶ لینوکس استفاده کرده‌است.